# Filambule

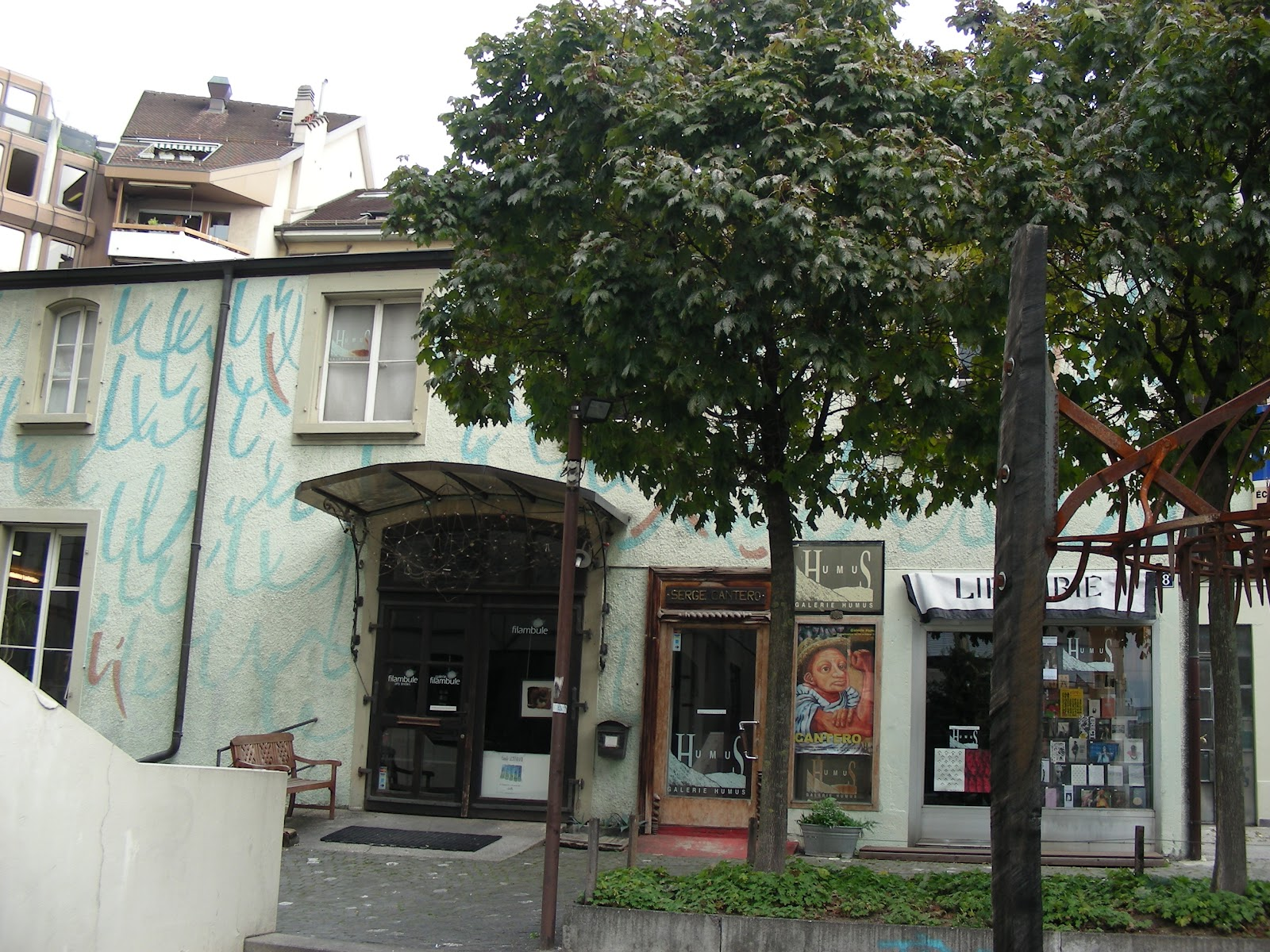
Le bâtiment Filambule

Filambule est un lieu consacré aux arts et techniques des fibres, créé à Lausanne en 1980 par Danièle Mussard. Filambule, Il s'agit également d'une école d'art textile,, ainsi qu'une galerie d'art contemporain, centrée sur la tapisserie et la sculpture.

## Histoire
Après une formation d'institutrice et deux années en tapisserie à l'Escuela Massana à Barcelone,, Danièle Mussard ouvre son école de tissage à la rue de la Tour. On y enseigne la tapisserie, « le cardage de la laine, le filage au fuseau, au rouet » ainsi que d'autres techniques telles que la fabrication de feutre, du papier et des teintures végétales.
La première exposition répertoriée aura lieu quelques mois après l'ouverture de l'école, le 15 mai 1981, et une multitude d'autres expositions s'ensuivirent.
Depuis 1983 existe le « Filambulletin », organe trimestriel qui parle de l'actualité des expositions et du monde des fibres.
En 1987, Filambule change de locaux pour passer au 18bis rue des Terreaux, toujours à Lausanne.
La même année est constituée l'« Association des Amis de la Galerie Filambule », association culturelle à but non lucratif. Elle a pour objectif de soutenir et de promouvoir les activités artistiques et culturelles de la galerie Filambule, ainsi que de développer l'intérêt du public pour l'art textile et pour les techniques liées aux fibres.
La galerie Filambule a collaboré à plusieurs reprises avec la Biennale internationale de la tapisserie de Lausanne, et a notamment co-organisé l'exposition « Le cercle de la mémoire » en 1992.
À partir de 1996 paraît le Filambulletin-Gazette HumuS qui traite également de l'actualité de la galerie-librairie-édition HumuS (situés dans le même bâtiment). Le volume « Et avec ça ?! - Propos décousus, mais brodés à la main » rassemble un choix d'éditoriaux depuis la sortie de ce journal binôme.

## Expositions et visites
La galerie Filambule organise des expositions personnelles d'artistes suisses et étrangers.
Diverses manifestations collectives sont aussi mises sur pied, notamment plusieurs éditions des « Miniatures Textiles Suisses »,, des expositions sur des thèmes comme « L'Éros Textile », « L'Humour et l'incongruité », « les écritures textiles » ou des expositions montrant les aspects de l'art textile aux États-Unis ou en Angleterre.
Filambule participe aux Journées Européennes des Métiers d'Art et  apparait au registre des Patrimoines Immatériels du Canton de Vaud pour une « Introduction-démonstration de filage, tissage, tapisserie... ».

## Stages
Filambule propose des stages d'été dans la nature. Durant plusieurs années, d'abord dans le Jura vaudois, puis les alpes valaisannes, et depuis 2002 les stages se déroulent en Bourgogne du sud, à La Distylerie. Chaque été une quinzaine de stages sont proposés, non seulement autour des fibres, mais également dans d'autres techniques artistiques et artisanales telles que les sculptures céramiques, bois et métal, la création de chapeaux, le cinéma d'animation, l'écriture, la peinture en trompe-l’œil, le dessins, la poterie tournage, la couture créative,.

## Apprentissage
Filambule propose une formation de Créateur/Créatrice de tissus CFC se déroulant sur 3 ans, et consiste à passer 4 jours par semaine dans l'atelier, 1 jour par semaine en école professionnelle et des cours interentreprises.

## Localisation
L'atelier se situe à Lausanne, à côté des éditions HumuS et de la fondation F.I.N.A.L.E..